# کنیچی یاگا
کنیچی یاگا (ژاپنی: 八柄 堅一؛ زادهٔ ۱۴ سپتامبر ۱۹۸۱) یک بازیکن فوتبال اهل ژاپن است.
از باشگاه‌هایی که در آن بازی کرده‌است می‌توان به باشگاه فوتبال اهیمه اشاره کرد.